# Nasheed
Un nasheed (en àrab نشيد, o en plural anasheed, أناشيد, que significa: "cants") són poemes musicals musulmans, normalment cantats a cappella o, com a màxim, amb algun instrument de percussió. Això és perquè diferents interpretacions de l'Alcorà consideren que l'ús d'instruments musicals és haram (pecaminós).
Els nasheeds són populars a tot el món islàmic. El material i la lletra d'un nasheed solen fer referència a les creences, la història i la religió islàmiques, així com a esdeveniments actuals.
El terme s'ha popularitzat als mitjans occidentals arran de l'ús d'aquest gènere musical com a eina de propaganda gihadista.

## Estudiosos dels instruments
Els fundadors dels quatre principals madhabs, les escoles de pensament islàmiques, així com molts altres estudiosos destacats, han debatut la legitimitat i l'ús dels instruments musicals. Per exemple, segons l'escola de pensament hanafita, associada amb l'erudit Abu Hanifa, si se sap que una persona toca instruments musicals per desviar la gent de Déu, el seu testimoni no s'ha d'acceptar.

Segons el llibre d'hadiths autèntics, àmpliament reconegut, Sahih al-Bukhari, de l'erudició sunnita, Mahoma va ensenyar que els instruments musicals són pecaminosos:
Abu 'Amir o Abu Malik Al-Ash'ari [un company de Mahoma] va dir que va sentir a Mahoma dir: "D'entre els meus seguidors hi haurà algunes persones que consideraran les relacions sexuals il·legals, l'ús de seda, el consum d'alcohol i l'ús d'instruments musicals, com a lícit. I hi haurà gent que es quedarà prop del vessant d'una muntanya i al vespre el seu pastor els vindrà amb les seves ovelles i els demanarà alguna cosa, però li diran: "Torna demà". Al·là els destruirà durant la nit i deixarà caure la muntanya sobre ells, i els transformarà a la resta en micos i porcs i romandran fins al dia de la Resurrecció."
També hi ha proves que la música està permesa al mateix llibre. Aisha va dir:
Abu Bakr va venir a casa meva mentre dues petites noies Ansari cantaven al meu costat les històries dels Ansar sobre el Dia de Buath. I no eren cantants. Abu Bakr va dir en protesta: "Instruments musicals de Satanàs a la casa del missatger d'Al·là!" Va passar el dia d'Id i el missatger d'Al·là va dir: "Oh Abu Bakr! Hi ha un Id per a cada nació i aquest és el nostre Id."
Alguns erudits islàmics històrics com l'imam Al-Ghazali també han dit que es poden utilitzar instruments musicals sempre que les cançons no promocionin allò que és Haraam.

## Ús polític
L'Estat Islàmic (ISIS) és conegut per l'ús de nasheeds en els seus vídeos i propaganda. Exemples notables són el cant Dawlat al-Islam Qamat ("L'Estat Islàmic s'ha establert"), que va arribar a ser vist com un himne no oficial d'ISIL, i Salil al-sawarim ("Enfrontament d'espases"). ISIS també ha produït nashids en francès.